# Puntius punjabensis
Puntius punjabensis (лат.) — вид пресноводных бентопелагических лучепёрых рыб семейства карповых. Эндемик Пакистана.

## Систематика
Рыба была впервые описана в 1871 году британским ихтиологом Фрэнсисом Дэем как Barbus punjabensis, в этом же качестве фигурировала в его монографии 1889 года «Фауна Британской Индии: Рыбы». В 1981—2000 годах у разных авторов встречается классификация как Salmostoma punjabensis, с 1990-х годов в основном классифицируется как вид род пунтиусов в подсемействе Barbinae.

## Внешний вид
Небольшая рыба общей длиной до 5 см (стандартная длина голотипа 28 мм) с вытянутым, умеренно выгнутым сверху и снизу телом и мягким спинным плавником. Высота тела менее 30 % от длины. Голова короткая, от менее чем 20 % до 28,5 % длины тела, скруглённая без острых углов. Максимальная высота головы 75 % от длины, высота рыла 25 % от общей длины головы. Глаза достаточно большие (диаметр около 19 % от длины головы), сдвинутые в переднюю часть головы. Рот конечный, слегка вздёрнутый вверх в центральной части. Губы простые, тонкие, усики отсутствуют.
Спинной плавник расположен посередине между кончиком рыла и основанием хвоста. Последний неразветвлённый спинной луч достаточно мягкий, сочленённый. Длина основания спинного плавника равна наименьшей высоте хвостового стебля. Грудные плавники короткие, не дотягивающиеся до основания брюшных, те в свою очередь не дотягиваются до анального отверстия, а анальный плавник не достаёт до основания хвостового.
Боковая линия незавершённая, насчитывается 43 чешуи, до основания спинного плавника 14 чешуй. Между боковой линией и основанием спиинного плавника 8 рядов чешуй, между боковой линией и основанием брюшного плавника 4½ ряда чешуй, анального — 3½.
Цвет тела серебристый, с серебристо-чёрной продольной полосой на боку и чёрным пятном у основания хвостового плавника. Два первых луча спинного плавника и перепонка между ними также чёрные.
Отличается от близкородственного вида Puntius guganio мягким сочленённым задним лучом спинного плавника (у второго вида этот луч костистый и зазубренный).

## Распространение
P. unjabensis — бентопелагическая пресноводная рыба. Голотип вида пойман в реке Рави вблизи Лахора. Вид считается эндемичным для Пакистана, сообщения о поимке в Джабалпуре (Индия) к началу 1990-х годов оставались неподтверждёнными.
Данный вид не включён в Красную книгу и не имеет охранного статуса.